# Jonas Almqvist
Jonas Almqvist, född 1 maj 1988, är en svensk friidrottare (stavhoppare).
Vid junior-EM i Hengelo i Nederländerna år 2007 deltog Jonas Almqvist. Han tog sig vidare från kvalet och kom sedan på en 10:e plats i finalen med 5,10.

## Personliga rekord
| Utomhus - Stavhopp – 5,11 (Eskilstuna 10 augusti 2007) | Inomhus - Stavhopp – 5, 01 (Västerås 3 mars 2006) |

### Fotnoter
1. ↑  ”Stora SM 2007”. trackandfield.se. Arkiverad från originalet den 4 maj 2013. https://archive.is/20130504152109/http://www.proteamonline.se/storage/customers/978/editor/resultat%20sm%20i%20friidrott%202007.html. Läst 19 april 2013.
2. 1 2 3  ”Personsida på AllAthletics” (på engelska). all-athletics.com. Arkiverad från originalet den 17 november 2017. https://web.archive.org/web/20171117003014/http://www.all-athletics.com/node/73734. Läst 16 november 2017.
3. ↑  ”European Athletics U20 Championships - Hengelo 2007” (på engelska). european-athletics.org. http://www.european-athletics.org/competitions/european-athletics-u20-championships/history/year=2007/results/index.html#. Läst 15 november 2017.
4. ↑  ”Personsida på IAAF:s webbplats” (på engelska). iaaf.org. https://www.iaaf.org/athletes/sweden/jonas-almqvist-208131. Läst 16 november 2017.
5. 1 2  ”Personsida på European Athletics' webbplats” (på engelska). european-athletics.org. http://www.european-athletics.org/athletes/group=a/athlete=206464-almqvist-jonas/index.html. Läst 16 november 2017.